# Білоблоцькі II
Білоблоцькі II (Бялоблоцькі II, пол. Białobłocki, Ogończyk odmiana Białobłocki, Białobłocki (b)) - шляхетський герб, різновид герба Огоньчик.

## Опис герба
Опис згідно з класичними правилами блазонування:
У червоному полі срібний півмісяць рогами донизу на чиєму плечі так ж стріла без оперення вгору.
В клейноді над шоломом в короні дві підняті вгору людські руки. Намет червоний, підбитий золотом.

## Найбільш ранні згадки
Невідоме походження герба.

## Роди
Білоблоцькі (Бялоблоцькі) (Białobłocki).

## Зовнішні посилання
- Герб Białobłocki (b) у сервісі Генеалогія dynastyczna